# Cassida nigroflavens
Cassida nigroflavens es una especie de coleóptero de la familia Chrysomelidae.
Fue descrita científicamente en 1988 por Borowiec.